# 가와나카지마역
이마이역(일본어: 今井駅)은 일본 나가노현 나가노시에 있는 동일본 여객철도 · 일본화물철도 신에쓰 본선의 철도역이다. 섬식 승강장 1면 2선의 구조를 지닌 지상역이다.

## 타는 곳
| 1 | ■ 시나노 철도선 |  | 우에다 · 고모로 · 가루이자와 방면   |
| 1 | ■ 시노노이 선   |  | 마쓰모토 · 시오지리 · 가미스와 방면 |
| 2 | ■ 신에쓰 본선   |  | 나가노 방면                         |

### 화물취급
현재 일본화물철도의 역은 차급화물의 임시 취급역이며, 화물열차의 발착은 없다. 화물설비는 없고, 전용선도 이 역에는 접속하지 않는다.
1997년까지는, 전용선 발착 차급화물을 취급하고 있었다. 역부터는, 서쪽에 있었던 지치부 시멘트 가와나카지마 서비스 스테이션에 이르는 전용선이 분기해, 시멘트 수송이 실시되고 있었다. 철도 수송 종료후도 시멘트 재고 사일로는 사용되고 있었지만, 2008년에 경지화되어, 현재는 개인주택이 세워지고 있다. 또한, 일본국유철도 분할 민영화 전까지는, 구 역사의 남쪽에 화물 플랫폼이 존재했다. 현재의 이 장소에는 신칸센의 고가화와 개인주택이 있다.

## 이용 현황
| 연도     | 이용 현황 |
| 2007년도 | 1,503     |
| 2008년도 | 1,494     |
| 2009년도 | 1,449     |
| -------- | --------- |

## 역 주변
- 사이 강

## 인접 정차역
| 동일본 여객철도 신에쓰 본선 · 시노노이 선 | 동일본 여객철도 신에쓰 본선 · 시노노이 선 | 동일본 여객철도 신에쓰 본선 · 시노노이 선 |
| ----------------------------------------- | ----------------------------------------- | ----------------------------------------- |
| 이마이 시노노이 방면                      | □ 쾌속 (나가노 방면)                      | 나가노 방면                               |
| 이마이 시노노이 방면                      | ■ 보통                                    | 아모리 나가노 방면                        |